# Kaf (písmeno)
Kaf, případně chaf (symbol כ, ך; hebrejsky כָּף,כף‎) je jedenácté písmeno hebrejské abecedy. Jeho ekvivalentem ve fénickém písmu je 𐤊.
Písmeno kaf znamená misku, případně dlaň stočenou do misky
Sofit kaf (ך) pak značí naběračku.
V Braillově písmu se používá pro chaf symbol ⠡ a pro kaf symbol ⠅.
V Morseově abecedě se pro kaf i chaf používá kód –·– (čárka tečka čárka).

## Čtení a psaní

### Hebrejština
Kaf se může číst dvěma způsoby:
1. Jako neznělá velární frikativa [ch] (x, IPA 140)
2. Jako neznělá velární ploziva [k] (k, IPA 109) v tomto případě se někdy do kafu napíše dageš (כּ, ךּ) aby byla naznačena výslovnost.

Kaf i chaf jsou ve své základní i koncové podobě považovány za totéž písmeno; dageš či jiné vokalizační značky mají při abecedním řazení sekundární řadicí platnost.
Pokud se kaf vyskytne na konci slova, má takzvanou sofit (=koncovou) podobu ך. Nenásleduje-li po koncovém chaf samohláska, přidá se k němu vokalizační značka ševa, ačkoli u jiných písmen se na konci slova zpravidla ševa nezapisuje. Ševa nebo kamac připojený ke koncovému chaf se obvykle nezapisuje pod písmeno, ale dovnitř písmene, na stejné místo jako dageš.

### Jidiš
V jidiš slovech se kaf vyslovuje zásadně jako neznělá velární frikativa [x]. S plozivní výslovností [k] se lze setkat u slov přejatých z hebrejštiny nebo aramejštiny, kde zůstal zachován původní pravopis. V písmu se tyto dvě varianty rozlišují buď dagešem pro označení plozivní výslovnosti (kaf), nebo se naopak užívá rafe pro označení výslovnosti frikativní (chaf).
Chaf na konci slova přijímá koncovou grafickou podobu (ך), ševa se do něj obvykle nevpisuje. Koncové kaf (plozivní), které je i v hebrejštině poměrně vzácné, se v jidiš prakticky nevyskytuje.
Kaf a chaf jsou považována za samostatná písmena a v abecedním řazení má jejich rozlišení primární řadicí platnost.

## Prezentace v počítači
Kromě základní a koncové podoby písmene mají pozici v Unicode přidělenu i některé další varianty:
| Znak            | ﬤ                      | ﬤ                      | ךּ                                   | ךּ                                   | כּ                             | כּ                             | כֿ                           | כֿ                           |
| --------------- | ---------------------- | ---------------------- | ----------------------------------- | ----------------------------------- | ----------------------------- | ----------------------------- | --------------------------- | --------------------------- |
| Název v Unicodu | Hebrew letter wide kaf | Hebrew letter wide kaf | Hebrew letter final kaf with dagesh | Hebrew letter final kaf with dagesh | Hebrew letter kaf with dagesh | Hebrew letter kaf with dagesh | Hebrew letter kaf with rafe | Hebrew letter kaf with rafe |
| Kódování        | dec                    | hex                    | dec                                 | hex                                 | dec                           | hex                           | dec                         | hex                         |
| Unicode         | 64292                  | U+fb24                 | 64314                               | U+fb3a                              | 64315                         | U+fb3b                        | 64333                       | U+fb4d                      |
| UTF-8           | 239 172 164            | ef ac a4               | 239 172 186                         | ef ac ba                            | 239 172 187                   | ef ac bb                      | 239 173 141                 | ef ad 8d                    |
| Číselná entita  | &#64292;               | &#xfb24;               | &#64314;                            | &#xfb3a;                            | &#64315;                      | &#xfb3b;                      | &#64333;                    | &#xfb4d;                    |

Oproti tomu koncové chaf s vepsaným ševa nebo kamacem samostatné pozice přiděleny nemají, lze je vytvořit jako kombinaci prostého chaf a příslušné vokalizační značky.

## Číselný význam
V hebrejském systému číslic má כ číselný význam 20. Koncové formě ך je přiřazena hodnota 500, často se však v praxi nahrazuje spojením ת״ק.
Plná gematrická hodnota písmene kaf/chaf (כף) je 100.